# Teófilo Stevenson
Teófilo Stevenson Lawrence (29. marts 1952 – 11. juni 2012 , også kendt som Teófilo Stevenson) var en cubansk bokser. Han regnes for at være en af tidernes bedste boksere. Han vandt guldmedaljer ved de olympiske lege i 1972 i München, 1976 i Montreal, 1980 i Moskva og vandt ligeledes VM for amatørboksere tre gange (1974, 1978 og 1986).
På grund af den sovjetiske og cubanske boykot af Sommer-OL 1984 i Los Angeles fik Stevenson ikke mulighed for at vinde i alt fire guldmedaljer ved OL, hvilket ville have været rekord. Stevenson besejrede dog i februar 1984 den senere guldvinder fra Los Angeles, Tyrell Biggs.